# Perizoma norvegica
Perizoma norvegica là một loài bướm đêm trong họ Geometridae.